# Carl Loewe
Johann Carl Gottfried Loewe (30. listopadu 1796, Löbejün – 20. dubna 1869, Kiel), zpravidla zvaný Carl nebo Karl Loewe, byl německý hudební skladatel, zpěvák (baryton) a dirigent.
V jeho době byly jeho písně poměrně známé, takže byl přezdíván „Schubert severního Německa“. Mezi jeho obdivovatele patřil např. Hugo Wolf. Napsal mimo jiné přes 400 písní a balad, které jsou dnes uváděny jen ojediněle.
Jako dirigent v roce 1827 řídil první provedení předehry ke Snu noci svatojánské Felixe Mendelssohna-Bartholdyho

## Dílo
- 1834 Tři přání (Die drei Wünsche) Op.42, opera[1]
- 1842 Jan Hus (Johann Huss), oratorium op. 82, libreto: August Zeune[2] (89 min). Nahrávka: Collegium Musicum St. Gallen, řídí: Mario Schwarz, zpívají: Simon Witzig, Muriel Schwarz, Judith Scherrer, Thomas Fellner, Markus Volpert a sbor Kammerchor Oberthurgau. Záznam koncertu ze 14. 3. 2009.[3]